# Савез социјалистичке омладине Југославије
Савез социјалистичке омладине Југославије (ССОЈ; словен. Zveza socialistične mladine Jugoslavije, мкд. Сојуз на социјалистичката младина на Југославија) је био омладинска друштвено-политички организација СФР Југославије и омладински огранак Савеза комуниста Југославије од 1948. до 1990. године.
Настао је децембра 1948. под називом Народна омладина Југославије (НОЈ; словен. Ljudska mladina Jugoslavije, мкд. Народна младина на Југославија) уједињењем Савеза комунистичке омладине Југославије (СКОЈ) и Уједињеног савеза антифашистичке омладине Југославије (УСАОЈ), који је 1946. променио назив у Народна омладина, али је уједињењем са СКОЈ организационо измењен. Године 1963. организација је променила назив у Савез омладине Југославије (СОЈ; словен. Zveza mladine Jugoslavije, мкд. Сојуз на младината на Југославија), а 1974. добила је назив Савез социјалистичке омладине Југославије. Организација је постојала до 25. маја 1990. када се распала заједно са Савезом комуниста Југославије. У оквиру ССОЈ деловао је Савез пионира Југославије.

## Конгреси
- Четврти конгрес[а] Народне омладине Југославије — одржан од 15. до 19. децембра 1948. у Београду
- Пети конгрес Народне омладине Југославије — одржан од 6. до 9. марта 1953. у Београду
- Шести конгрес Народне омладине Југославије — одржан од 27. до 29. јануара 1958. у Београду
- Седми конгрес Народне омладине Југославије — одржан од 23. до 26. јануара 1963. у Београду
- Осми конгрес Савеза омладине Југославије — одржан од 8. до 10. фебруара 1968. у Београду
- Девети конгрес Савеза социјалистичке омладине Југославије — одржан од 21. до 23. новембра 1974. у Београду
- Десети конгрес Савеза социјалистичке омладине Југославије — одржан од 13. до 15. децембра 1978. у Београду
- Једанаести конгрес Савеза социјалистичке омладине Југославије — одржан 18. и 19. децембра 1982. у Београду
- Дванаести конгрес Савеза социјалистичке омладине Југославије — одржан од 12. до 14. јуна 1986. у Београду
- Тринаести конгрес Савеза социјалистичке омладине Југославије — одржан 25. и 26. маја 1990. у Љубљани

## Председници
| Преглед руководећих личности Народне омладине / Савеза омладине / Савеза социјалистичке омладине Југославије | Преглед руководећих личности Народне омладине / Савеза омладине / Савеза социјалистичке омладине Југославије | Преглед руководећих личности Народне омладине / Савеза омладине / Савеза социјалистичке омладине Југославије | Преглед руководећих личности Народне омладине / Савеза омладине / Савеза социјалистичке омладине Југославије | Преглед руководећих личности Народне омладине / Савеза омладине / Савеза социјалистичке омладине Југославије | Преглед руководећих личности Народне омладине / Савеза омладине / Савеза социјалистичке омладине Југославије | Преглед руководећих личности Народне омладине / Савеза омладине / Савеза социјалистичке омладине Југославије | Преглед руководећих личности Народне омладине / Савеза омладине / Савеза социјалистичке омладине Југославије |
| конгресни период                                                                                             | број | име и презиме                                                                                                | назив функције                                                                                               | назив функције                                                                                               | трајање мандата                                                                                              | напомена | реф |
| конгресни период                                                                                             | број | име и презиме                                                                                                | почетак мандата                                                                                              | крај мандата                                                                                                 | трајање мандата                                                                                              | напомена | реф |
| --- | --- | --- | --- | --- | --- | --- | --- |
| 4 конгрес НОЈ 1948—1953.                                                                                     | 1 | Милијан Неоричић (1922—2014)                                                                                 | секретар Бироа Централног комитета 1948—1953.                                                                | секретар Бироа Централног комитета 1948—1953.                                                                | 8 година, 142 дана                                                                                           | | [ 2 ] |
| 4 конгрес НОЈ 1948—1953.                                                                                     | 1 | Милијан Неоричић (1922—2014)                                                                                 | 20. децембар 1948.                                                                                           | 9. март 1953.                                                                                                | 8 година, 142 дана                                                                                           | | [ 2 ] |
| 5 конгрес НОЈ 1953—1958.                                                                                     | 1 | Милијан Неоричић (1922—2014)                                                                                 | председник Централног комитета 1953—1969.                                                                    | председник Централног комитета 1953—1969.                                                                    | 8 година, 142 дана                                                                                           | [ 3 ] | |
| 5 конгрес НОЈ 1953—1958.                                                                                     | 1 | Милијан Неоричић (1922—2014)                                                                                 | 9. март 1953.                                                                                                | 10. мај 1957.                                                                                                | 8 година, 142 дана                                                                                           | [ 3 ] | |
| 5 конгрес НОЈ 1953—1958.                                                                                     | 2 | Мико Трипало (1926—1995)                                                                                     | 10. мај 1957.                                                                                                | 29. јануар 1958.                                                                                             | 5 година, 155 дана                                                                                           | | [ 4 ] |
| 6 конгрес НОЈ 1958—1963.                                                                                     | 2 | Мико Трипало (1926—1995)                                                                                     | 29. јануар 1958.                                                                                             | 12. октобар 1962.                                                                                            | 5 година, 155 дана                                                                                           | [ 5 ] | |
| 6 конгрес НОЈ 1958—1963.                                                                                     | 3 | Томислав Бадовинац (1934)                                                                                    | 12. октобар 1962.                                                                                            | 26. јануар 1963.                                                                                             | 5 година, 121 дан                                                                                            | | [ 6 ] |
| 7 конгрес НОЈ 1963—1968.                                                                                     | 3 | Томислав Бадовинац (1934)                                                                                    | 26. јануар 1963.                                                                                             | 10. фебруар 1968.                                                                                            | 5 година, 121 дан                                                                                            | [ 7 ] | |
| 8 конгрес СОЈ 1968—1974.                                                                                     | 4 | Јанез Коцијанчич (1941—2020)                                                                                 | 10. фебруар 1968.                                                                                            | 25. април 1969.                                                                                              | 3 године, 96 дана                                                                                            | | [ 8 ] |
| 8 конгрес СОЈ 1968—1974.                                                                                     | 4 | Јанез Коцијанчич (1941—2020)                                                                                 | председник Конференције Савеза омладине 1969—1974.                                                           | | 3 године, 96 дана                                                                                            | | |
| 8 конгрес СОЈ 1968—1974.                                                                                     | 4 | Јанез Коцијанчич (1941—2020)                                                                                 | 25. април 1969.                                                                                              | 17. мај 1971.                                                                                                | 3 године, 96 дана                                                                                            | [ 9 ] | |
| 8 конгрес СОЈ 1968—1974.                                                                                     | 5 | Владимир Максимовић (1943)                                                                                   | 17. мај 1971.                                                                                                | 23. новембар 1974.                                                                                           | 3 године, 190 дана                                                                                           | | [ 10 ] |
| 9 конгрес СОЈ 1974—1978.                                                                                     | 6 | Азем Власи (1948)                                                                                            | председник Председништва Савезне Конференције 1974—1990.                                                     | председник Председништва Савезне Конференције 1974—1990.                                                     | 4 године, 22 дана                                                                                            | | [ 11 ] |
| 9 конгрес СОЈ 1974—1978.                                                                                     | 6 | Азем Власи (1948)                                                                                            | 23. новембар 1974.                                                                                           | 27. мај 1977.                                                                                                | 4 године, 22 дана                                                                                            | | [ 11 ] |
| 9 конгрес СОЈ 1974—1978.                                                                                     | 6 | Азем Власи (1948)                                                                                            | 27. мај 1977.                                                                                                | 15. децембар 1978.                                                                                           | 4 године, 22 дана                                                                                            | [ 12 ] | |
| 10 конгрес СОЈ 1978—1982.                                                                                    | 7 | Лев Крефт (1951)                                                                                             | 15. децембар 1978.                                                                                           | 29. јун 1979                                                                                                 | 196 дана | напустио функцију 28. 3. 1979. због болести                                                                  | [ 13 ] |
| 10 конгрес СОЈ 1978—1982.                                                                                    | 8 | Васил Тупурковски (1951)                                                                                     | 29. јун 1979.                                                                                                | 24. децембар 1980.                                                                                           | 1 година, 178 дана                                                                                           | вршилац дужности председника од 28.3. до 29.6.1979. као потпредседник                                        | [ 14 ] |
| 10 конгрес СОЈ 1978—1982.                                                                                    | 9 | Миодраг Вуковић (1955—2022)                                                                                  | 24. децембар 1980.                                                                                           | 26. децембар 1981.                                                                                           | 1 година, 2 дана                                                                                             | | [ 15 ] |
| 10 конгрес СОЈ 1978—1982.                                                                                    | 10 | Богић Богићевић (1953)                                                                                       | 26. децембар 1981.                                                                                           | 19. децембар 1982.                                                                                           | 358 дана | | [ 16 ] |
| 11 конгрес СОЈ 1982—1986.                                                                                    | 11 | Драган Илић (1954—2016)                                                                                      | 19. децембар 1982.                                                                                           | 20. децембар 1983.                                                                                           | 1 година, 1 дан                                                                                              | | [ 17 ] |
| 11 конгрес СОЈ 1982—1986.                                                                                    | 12 | Горан Радман (1957)                                                                                          | 20. децембар 1983.                                                                                           | 25. децембар 1984.                                                                                           | 1 година, 5 дана                                                                                             | | |
| 11 конгрес СОЈ 1982—1986.                                                                                    | 13 | Силвија Жугић Ријавец (1957)                                                                                 | 25. децембар 1984.                                                                                           | 25. децембар 1985.                                                                                           | 1 година, 189 дана                                                                                           | | |
| 11 конгрес СОЈ 1982—1986.                                                                                    | 13 | Силвија Жугић Ријавец (1957)                                                                                 | 25. децембар 1985.                                                                                           | 14. јун 1986.                                                                                                | 1 година, 189 дана                                                                                           | | |
| 12 конгрес СОЈ 1986—1990.                                                                                    | 13 | Силвија Жугић Ријавец (1957)                                                                                 | 14. јун 1986.                                                                                                | 1. јул 1986.                                                                                                 | 1 година, 189 дана                                                                                           | вршилац дужности до избора новог председника                                                                 | |
| 12 конгрес СОЈ 1986—1990.                                                                                    | 14 | Хашим Реџепи (1958)                                                                                          | 1. јул 1986.                                                                                                 | 1. јул 1987.                                                                                                 | 1 година, 119 дана                                                                                           | | |
| 12 конгрес СОЈ 1986—1990.                                                                                    | 14 | Хашим Реџепи (1958)                                                                                          | 1. јул 1987.                                                                                                 | 28. октобар                                                                                                  | 1 година, 119 дана                                                                                           | вршилац дужности до избора новог председника                                                                 | |
| 12 конгрес СОЈ 1986—1990.                                                                                    | 13 | Милан Јањић (1959)                                                                                           | 28. октобар 1987.                                                                                            | 23. јун 1988.                                                                                                | 239 дана | | |
| 12 конгрес СОЈ 1986—1990.                                                                                    | 14 | Бранко Греганович (1962)                                                                                     | 23. јун 1988.                                                                                                | 15. јун 1989.                                                                                                | 357 дана | поднео оставку                                                                                               | |
| 12 конгрес СОЈ 1986—1990.                                                                                    | / | Нермин Рувић (в.д.)                                                                                          | 15. јун 1989.                                                                                                | 23. јун 1989.                                                                                                | 8 дана | вршилац дужности                                                                                             | |
| 12 конгрес СОЈ 1986—1990.                                                                                    | 15 | Бранко Азески (1962)                                                                                         | 23. јун 1989.                                                                                                | 26. мај 1990.                                                                                                | 337 дана | | |